# Campionati del mondo di atletica leggera 2011 - Getto del peso maschile
La competizione si è svolta tra il giovedì 1º settembre 2011, con le qualificazioni, ed il venerdì 2 settembre con la finale.

## Podio
| Pos.    | Atleta             | Nazionalità | Misura  |
| ------- | ------------------ | ----------- | ------- |
| Oro     | David Storl        | Germania    | 21,78 m |
| Argento | Dylan Armstrong    | Canada      | 21,60 m |
| Bronzo  | Christian Cantwell | Stati Uniti | 21,36 m |

## Situazione pre-gara

### Record
Prima di questa competizione, il record del mondo (WR) e il record dei campionati (CR) erano i seguenti.
| Record                | Prestazione | Atleta                   | Data                                           | Competizione              |
| --------------------- | ----------- | ------------------------ | ---------------------------------------------- | ------------------------- |
| Record mondiale       | 23,12 m     | Randy Barnes Stati Uniti | 20 maggio 1990 Westwood, Stati Uniti d'America |                           |
| Record dei campionati | 22,23 m     | Werner Günthör Svizzera  | 29 agosto 1987 Roma, Italia                    | Campionati del mondo 1987 |

### Campioni in carica
I campioni in carica, a livello mondiale e continentale, erano:
| Campione | Atleta                         | Prestazione | Data                              | Competizione                |
| -------- | ------------------------------ | ----------- | --------------------------------- | --------------------------- |
| Olimpico | Tomasz Majewski Polonia        | 21,51 m     | 15 agosto 2008 Pechino, Cina      | Giochi della XXIX Olimpiade |
| Mondiale | Christian Cantwell Stati Uniti | 22,03 m     | 15 agosto 2009 Berlino, Germania  | Campionati del mondo 2009   |
| Europeo  | Andrėj Michnevič Bielorussia   | 21,01 m     | 31 luglio 2010 Barcellona, Spagna | Campionati europei 2010     |

### La stagione
Prima di questa gara, gli atleti con le migliori tre prestazioni dell'anno erano:
| Pos. | Atleta                       | Prestazione | Data                               |
| ---- | ---------------------------- | ----------- | ---------------------------------- |
| 1    | Dylan Armstrong Canada       | 22,21 m     | 25 giugno 2011 Calgary, Canada     |
| 2    | Andrėj Michnevič Bielorussia | 22,10 m     | 11 agosto 2011 Minsk, Bielorussia  |
| 3    | Adam Nelson Stati Uniti      | 22,09 m     | 26 giugno 2011 Eugene, Stati Uniti |

Altri otto atleti hanno lanciato sopra i 21,00 metri.

## Qualificazioni
La qualificazione si è svolta con gli atleti divisi in due gruppi (A e B), a partire dalle 10:00 del 1º settembre 2011.
Si qualificano per la finale i concorrenti che ottengono una misura di almeno 20,60 m; in mancanza di 12 qualificati, accedono alla finale i primi 12 atleti della qualificazione.
| Pos | Gruppo | Atleta             | Paese                | 1ª prova | 2ª prova | 3ª prova | Risultato | Note |
| --- | ------ | ------------------ | -------------------- | -------- | -------- | -------- | --------- | ---- |
| 1   | A      | David Storl        | Germania             | x        | 21,50 m  |          | 21,50 m   | Q    |
| 2   | B      | Dylan Armstrong    | Canada               | 20,52 m  | 21,05 m  |          | 21,05 m   | Q    |
| 3   | B      | Reese Hoffa        | Stati Uniti          | 20,96 m  |          |          | 20,96 m   | Q    |
| 4   | A      | Ryan Whiting       | Stati Uniti          | 20,40 m  | 20,77 m  |          | 20,77 m   | Q    |
| 5   | A      | Tomasz Majewski    | Polonia              | 20,73 m  |          |          | 20,73 m   | Q    |
| 6   | B      | Christian Cantwell | Stati Uniti          | 20,55 m  | 20,73 m  |          | 20,73 m   | Q    |
| 7   | A      | Ralf Bartels       | Germania             | 20,45 m  | x        | 20,04 m  | 20,45 m   | q    |
| 8   | B      | Marco Fortes       | Portogallo           | 19,83 m  | 20,32 m  | 20,02 m  | 20,32 m   | q    |
| 9   | B      | Carlos Véliz       | Cuba                 | 20,24 m  | 19,79 m  | x        | 20,24 m   | q    |
| 10  | A      | Adam Nelson        | Stati Uniti          | 20,23 m  | x        | x        | 20,23 m   | q    |
| 11  | A      | Asmir Kolašinac    | Serbia               | 19,58 m  | 20,08 m  | 20,14 m  | 20,14 m   | q    |
| 12  | B      | Marco Schmidt      | Germania             | 20,06 m  | 19,96 m  | x        | 20,06 m   |      |
| 13  | B      | Lajos Kürthy       | Ungheria             | 19,92 m  | 19,76 m  | 20,02 m  | 20,02 m   |      |
| 14  | B      | Maksim Sidorov     | Russia               | 18,56 m  | 19,95 m  | x        | 19,95 m   |      |
| 15  | B      | Pavel Lyžyn        | Bielorussia          | 19,91 m  | x        | x        | 19,91 m   |      |
| 16  | A      | Kim Christensen    | Danimarca            | 19,02 m  | 19,40 m  | 19,74 m  | 19,74 m   |      |
| 17  | B      | Hamza Alić         | Bosnia ed Erzegovina | 19,70 m  | x        | x        | 19,70 m   |      |
| 18  | B      | Ming-Huang Chang   | Taipei cinese        | 19,60 m  | x        | 18,98 m  | 19,60 m   |      |
| 19  | A      | Jan Marcell        | Rep. Ceca            | 19,51 m  | x        | 19,46 m  | 19,51 m   |      |
| 20  | A      | Germán Lauro       | Argentina            | 19,50 m  | 19,45 m  | x        | 19,50 m   |      |
| 21  | A      | Andriy Semenov     | Ucraina              | x        | x        | 19,45 m  | 19,45 m   |      |
| 22  | A      | Om Prakash Singh   | India                | 19,29 m  | 19,06 m  | x        | 19,29 m   |      |
| 23  | B      | Amin Nikfar        | Iran                 | 18,69 m  | 18,95 m  | 19,18 m  | 19,18 m   |      |
| 24  | B      | Milan Jotanovic    | Serbia               | 18,39 m  | x        | 18,21 m  | 18,39 m   |      |
| 25  | A      | Borja Vivas        | Spagna               | 18,37 m  | x        | 18,22 m  | 18,37 m   |      |
| 26  | B      | In-sung Hwang      | Corea del Sud        | 17,75 m  | 17,62 m  | x        | 17,75 m   |      |
| dq  | A      | Andrėj Michnevič   | Bielorussia          | 20,79 m  |          |          | 20,79 m   | Q    |

Legenda: 
- x = Lancio nullo;
- Q = Qualificato direttamente;
- q = Ripescato;
- RN = Record nazionale;
- RP = Record personale;
- PS = Personale stagionale;
- NM = Nessun lancio valido;
- DNS = Non è sceso in pedana.

## Finale
La finale si è svolta a partire dalle 19:00 del 2 settembre 2011 ed è terminata dopo un'ora circa.

I migliori 8 classificati dopo i primi tre lanci accedono ai tre lanci di finale.
| Pos.    | Atleta             | Nazionalità | 1ª prova | 2ª prova | 3ª prova | 4ª prova | 5ª prova | 6ª prova | Misura  | Note                          |
| ------- | ------------------ | ----------- | -------- | -------- | -------- | -------- | -------- | -------- | ------- | ----------------------------- |
| Oro     | David Storl        | Germania    | x        | 21,60 m  | 20,82 m  | x        | x        | 21,78 m  | 21,78 m | Miglior prestazione personale |
| Argento | Dylan Armstrong    | Canada      | 20,79 m  | 20,58 m  | 20,82 m  | 21,64 m  | 21,40 m  | x        | 21,64 m |                               |
| Bronzo  | Christian Cantwell | Stati Uniti | 20,50 m  | 20,73 m  | 20,83 m  | x        | 21,36 m  | x        | 21,36 m |                               |
| 4       | Reese Hoffa        | Stati Uniti | 20,90 m  | 20,99 m  | 20,97 m  | 20,84 m  | x        | x        | 20,99 m |                               |
| 5       | Marco Fortes       | Portogallo  | 20,59 m  | x        | 19,36 m  | 20,83 m  | 20,25 m  | 20,04 m  | 20,83 m |                               |
| 6       | Ryan Whiting       | Stati Uniti | x        | 20,48 m  | 20,66 m  | 20,75 m  | x        | x        | 20,75 m |                               |
| 7       | Adam Nelson        | Stati Uniti | 20,29 m  | 20,14 m  | 19,73 m  | x        | 20,02 m  | x        | 20,29 m |                               |
| 8       | Tomasz Majewski    | Polonia     | x        | 20,03 m  | 20,18 m  |          |          |          | 20,18 m |                               |
| 9       | Ralf Bartels       | Germania    | 20,03 m  | 20,14 m  | 20,12 m  |          |          |          | 20,14 m |                               |
| 10      | Asmir Kolašinac    | Serbia      | 19,84 m  | x        | 19,77 m  |          |          |          | 19,84 m |                               |
| 11      | Carlos Véliz       | Cile        | 19,70 m  | x        | x        |          |          |          | 19,70 m |                               |
| dq      | Andrėj Michnevič   | Bielorussia | 20,45 m  | 20,49 m  | 21,40 m  | 20,72 m  | 20,64 m  | 21,37 m  | 21,40 m |                               |

Legenda: 
- x = Lancio nullo;
- RN = Record nazionale;
- RP = Record personale;
- PS = Personale stagionale;
- NM = Nessun lancio valido;
- DNS = Non è sceso in pedana.